# Dorstenia
- Commons
- Wikispecies

Dorstenia L. é um género botânico pertencente à família Moraceae.

## Sinonímia
| - Craterogyne Lanj. - Ctenocladium Airy Shaw | - Kosaria Forssk. - Sychinium Desv. |

## Nomes populares
Várias espécies de Dorstenia são conhecidas popularmente como caapiá, capiá, caiapiá, carapiá e contraerva. "Caapiá", "capiá" e "caiapiá" têm origem no tupi antigo ka'api'a, "folha-testículo" (ka'a, folha e pi'a, testículo). Já "carapiá" e "contraerva" têm origem na crendice popular de que a raiz da planta, moída e ingerida com água, é eficaz contra veneno de cobra.

## Espécies
O gênero Dorstenia possui 117 espécies reconhecidas atualmente.
- Dorstenia africana (Baill.) C.C.Berg
- Dorstenia afromontana R.E.Fr.
- Dorstenia albertii Carauta, C.Valente & Sucre
- Dorstenia alta Engl.
- Dorstenia angusticornis Engl.
- Dorstenia annua Friis & Vollesen
- Dorstenia appendiculata Miq.
- Dorstenia arifolia Lam.
- Dorstenia aristeguietae Cuatrec.
- Dorstenia astyanactis Aké Assi
- Dorstenia bahiensis Klotzsch ex Fisch. & C.A.Mey. Produz inúmeras sementes em um mini guarda-chuva algumas folhas estão queimadas de sol
- Dorstenia barnimiana Schweinf.
- Dorstenia barteri Bureau
- Dorstenia belizensis C.C.Berg
- Dorstenia benguellensis Welw.
- Dorstenia bergiana Hijman
- Dorstenia bicaudata Peter
- Dorstenia bonijesu Carauta & C.Valente
- Dorstenia bowmanniana Baker
- Dorstenia brasiliensis Lam.
- Dorstenia brevipetiolata C.C.Berg
- Dorstenia brownii Rendle
- Dorstenia buchananii Engl.
- Dorstenia caatingae R.M.Castro
- Dorstenia caimitensis Urb.
- Dorstenia carautae C.C.Berg
- Dorstenia cayapia Vell.
- Dorstenia choconiana S.Watson
- Dorstenia ciliata Engl.
- Dorstenia colombiana Cuatrec.
- Dorstenia conceptionis Carauta
- Dorstenia contensis Carauta & C.C.Berg
- Dorstenia contrajerva L.
- Dorstenia convexa De Wild.
- Dorstenia crenulata Griseb.
- Dorstenia cuspidata Hochst.
- Dorstenia dinklagei Engl.
- Dorstenia dionga Engl.
- Dorstenia djettii Guillaumet
- Dorstenia dorstenioides (Engl.) Hijman & C.C.Berg
- Dorstenia drakena L.
- Dorstenia elata Gardner
- Dorstenia ellenbeckiana Engl.
- Dorstenia elliptica Bureau
- Dorstenia embergeri Mangenot
- Dorstenia erythrantha Griseb.
- Dorstenia excentrica Moric.
- Dorstenia fawcettii Urb.
- Dorstenia flagellifera Urb. & Ekman
- Dorstenia foetida Schweinf.
- Dorstenia gigas Schweinf. ex Balf.f.
- Dorstenia goetzei Engl.
- Dorstenia grazielae Carauta, C.Valente & Sucre
- Dorstenia gypsophila Lavranos
- Dorstenia hildebrandtii Engl.
- Dorstenia hildegardis Carauta, C.Valente & O.M.Barth
- Dorstenia hirta Desv.
- Dorstenia holstii Engl.
- Dorstenia indica Wight
- Dorstenia involuta Hijman & C.C.Berg
- Dorstenia jamaicensis Britton
- Dorstenia kameruniana Engl.
- Dorstenia lanei R.A.Howard & W.R.Briggs
- Dorstenia lavrani T.A.McCoy & M.Massara
- Dorstenia le-testui Pellegr.
- Dorstenia lindeniana Bureau
- Dorstenia lujae De Wild.
- Dorstenia mannii Hook.f.
- Dorstenia mariae Carauta, J.M.Albuq. & R.M.Castro
- Dorstenia milaneziana Carauta, C.Valente & Sucre
- Dorstenia nummularia Urb. & Ekman
- Dorstenia nyungwensis Troupin
- Dorstenia oligogyna (Pellegr.) C.C.Berg
- Dorstenia panamensis C.C.Berg
- Dorstenia paucibracteata De Wild.
- Dorstenia peltata Spreng.
- Dorstenia peruviana C.C.Berg
- Dorstenia petraea C.Wright ex Griseb.
- Dorstenia picta Bureau
- Dorstenia poinsettiifolia Engl.
- Dorstenia prorepens Engl.
- Dorstenia psilurus Welw.
- Dorstenia ramosa (Desv.) Carauta, C.Valente & Sucre
- Dorstenia renulata C.Wright ex Griseb.
- Dorstenia richardii Baill.
- Dorstenia rocana Britton
- Dorstenia roigii Britton
- Dorstenia scaphigera Bureau
- Dorstenia schliebenii Mildbr.
- Dorstenia setosa Moric.
- Dorstenia socotrana A.G.Mill.
- Dorstenia soerensenii Friis
- Dorstenia solheidii De Wild.
- Dorstenia subdentata Hijman & C.C.Berg
- Dorstenia subrhombiformis Engl.
- Dorstenia tayloriana Rendle
- Dorstenia tenera Bureau
- Dorstenia tentaculata Fisch. & C.A.Mey.
- Dorstenia tenuiradiata Mildbr.
- Dorstenia tenuis Bonpl. ex Bureau
- Dorstenia tessmannii Engl.
- Dorstenia thikaensis Hijman
- Dorstenia tuberosa C.Wright ex Griseb.
- Dorstenia turbinata Engl.
- Dorstenia turnerifolia Fisch. & C.A.Mey.
- Dorstenia ulugurensis Engl.
- Dorstenia umbricola A.C.Sm.
- Dorstenia urceolata Schott
- Dorstenia uxpanapana C.C.Berg & T.Wendt
- Dorstenia variifolia Engl.
- Dorstenia vivipara Welw.
- Dorstenia warneckei Engl.
- Dorstenia yambuyaensis De Wild.
- Dorstenia yangambiensis J.Léonard
- Dorstenia zambesiaca Hijman
- Dorstenia zanzibarica Oliv.
- Dorstenia zenkeri Engl.

## Classificação do gênero
| Sistema | Classificação                      | Referência               |
| ------- | ---------------------------------- | ------------------------ |
| Linné   | Classe Tetrandria, ordem Monogynia | Species plantarum (1753) |